# Tarragona (vino)
Il Tarragona è un vino DOC spagnolo che prende il nome dall'omonima provincia catalana: Provincia di Tarragona
Il vitigno era presente nella zona di Camp de Tarragona e in buona parte lungo le sponde del fiume Ebro già ai tempi dell'Impero romano.
Si possono distinguere due zone: la parte meridionale che è una pianura; e la parte settentrionale più vicina alla costa, di bassa montagna.
La zona ha un clima temperato, mitigato dal mare, in maniera che non si notano i cambi repentini di temperatura. La piovosità è molto irregolare.
Raggiunge una gradazione moderata, ha un profumo fruttato e un corpo forte e gradevole.

## Tipi di vino
Tra i tipi di vino predominano il bianco che è fatto con Parellada, Macabeo, Xarel.lo e Garnacha Blanca.
La sottodenominazione di "Camp de Tarragona" concentra la sua produzione in questo tipo di vino.
In minor misura viene prodotto vino rosso o rosato.
Il vino rosso si fa con uva cariñena (Mazuela), tempranillo, sumoll e garnacha; un vino leggero e caldo, la sua sottodenominazione è: "Falset" ma dal 2001 ha passato alla denominazione di: Montsant.